# Tanja Fajon
Tanja Anna Fajon, slovenska novinarka in političarka, * 9. maj 1971, Ljubljana.
Fajon je nekdanja novinarka Radiotelevizije Slovenija, kjer je bila nekaj let tudi dopisnica iz Bruslja. Trikrat je bila izvoljena na mesto poslanke v Evropskem parlamentu, kjer je kot članica stranke SD pripadala Stranki evropskih socialistov, prvič na evropskih volitvah leta 2009. Od leta 2020 do 2024 je bila predsednica Socialnih demokratov. Na državnozborskih volitvah leta 2022 je bila izvoljena za poslanko v Državnem zboru Republike Slovenije, s čimer ji je zaradi nezdružljivosti potekel mandat evropske poslanke.
1. junija 2022 je bila izvoljena na mesto ministrice za zunanje zadeve Republike Slovenije, ob enem je postala tudi podpredsednica 15. vlade Republike Slovenije. Ob rekonstrukciji Golobove vlade 24. januarja 2023 je bil naziv njenega položaja spremenjen v »ministrica za zunanje in evropske zadeve«.

## Izobraževanje in novinarstvo
Maturirala je na Gimnaziji Poljane. Je univerzitetna diplomirana novinarka, z zaključenim podiplomskim študijem s področja mednarodne politike na Univerzi v Parizu. Kot novinarka je delala na radijski postaji Radio Glas Ljubljane med letoma 1991 in 1995 ter na Radioteleviziji Slovenija med letoma 1995 in 2009, od leta 2001 kot dopisnica iz Bruslja.

## Politika

### Evropska poslanka
Leta 2009 je bila izvoljena na listi Socialnih demokratov v Evropski parlament, kjer je bila članica Odbora za državljanske svoboščine, pravosodje in notranje zadeve (LIBE), nadomestna članica Odbora za transport (TRAN) ter članica medparlamentarnih in neformalnih skupin (EU40, skupina za medije, …).   
Na evropskih volitvah 2014 je bila znova izvoljena kot edina poslanka SD, pri čemer je po preferencah prehitela nosilca liste Igorja Lukšiča, 2019 pa spet kot nosilka liste.  

V Evropskem parlamentu je bila v mandatu 2014-19 članica Odbora za državljanske svoboščine, pravosodje in notranje zadeve (LIBE), Delegacije za odnose z Bosno in Hercegovino in Kosovom (DSEE) ter Delegacije v skupni parlamentarni skupščini Euronest (DEPA). Je tudi nadomestna članica v Odboru za zunanje zadeve (AFET) in Delegaciji pri odboru za parlamentarno sodelovanje EU–Moldavija (D-MD). 
Fajonova je tudi podpredsednica politične skupine Socialistov in demokratov (S&D) v Evropskem parlamentu, članica predsedstva Stranke evropskih socialistov (PES) in predsednica mreže za demokracijo PES. V Evropskem parlamentu vodi dve delovni skupini S&D za boj proti ekstremizmu in terorizmu. Kot podpredsednica S&D je pristojna za področje notranjih zadev EU in komunikacijsko strategijo politične skupine. Funkcijo evropske poslanke je opravljala do 13. maja 2022, ko ji je zaradi izvolitve v državni zbor prenehal mandat.

### Strankarska politika
Fajonova je bila nekaj let podpredsednica stranke Socialnih demokratov v Sloveniji in predsednica Sveta SD za zunanjo politiko. 28. maja 2020 je po odstopu Dejana Židana z mesta predsednika stranke prevzela mesto vršilke dolžnosti predsednice. Židan je ob primopredaji pozval svet stranke k imenovanju Fajonove za predsednico ter ob tem dodal, da jo vidi kot naslednjo predsednico vlade.
Na državnozborskih volitvah 2022 stranka ni doživela uspeha in zmanjšala število poslanskih mest na sedem. Fajonova je sicer dejala, da so z rezultatom volitev zadovoljni. Sama je bila tudi izvoljena za poslanko, s čimer ji je 13. maja 2022 prenehal mandat poslanke v Evropskem parlamentu, kjer jo je nasledil Matjaž Nemec. Dva dni po volitvah je podpredsednik stranke Jernej Pikalo podal svoj odstop.
Na kongresu stranke, 8. oktobra 2022 na Ptuju, je bila Tanja Fajon kot edina kandidatka znova potrjena za predsednico stranke. Na položaju je ostala do 13. aprila 2024, ko je bil za novega predsednika izvoljen Matjaž Han. 14. oktobra 2022 je bila na kongresu Stranke evropskih socialistov izvoljena na mesto podpredsednice.

### Zunanja ministrica
Ob konstituiranju 15. vlade Republike Slovenije je mandatar Robert Golob dal vodjema koalicijskih partneric možnost, da si sama izbereta svoj ministrski resor. Tanja Fajon si je izbrala ministrstvo za zunanje zadeve. Pred državnozborskim odborom za zunanje zadeve je bila zaslišana 30. maja; dobila je devet glasov podpore, šest poslancev pa je glasovalo proti. Med svojimi prioritetami je med drugim izpostavila vračanje k jedrnim državam Evropske unije ter preimenovanje ministrstva v Ministrstvo za zunanje in evropske zadeve. Funkcijo je zasedla 1. junija 2022.
15. junija 2022 je Tanja Fajon v spomin na slovenskega pisatelja Borisa Pahorja po njem poimenovala eno od dvoran na Ministrstvu za zunanje zadeve. Ob napovedanem morebitnem krčenju števila dopisništev RTV Slovenija je generalnemu direktorju RTV Slovenija Andreju Grahu Whatmoughu naslovila pismo, v katerem je izrazila zaskrbljenost in pozvala k premisleku glede načrtovanih potez. Opozicijska stranka SDS je njeno pismo označila kot »jasen politični pritisk«.
Na začetku mandata so Tanja Fajon in zunanje ministrstvo prejeli tri odprta pisma o ravnanju Slovenije glede ruske invazije na Ukrajino. Prvo pismo, ki so ga podpisali Milan Kučan, Danilo Türk in drugi, je pozivalo k mirovnim pogovorom. Drugo pismo, podprto s podpisi Luke Lisjaka Gabrijelčiča, Žige Turka in Gregorja Golobiča, je zagovarjalo odločno podporo ukrajinski obrambi. Tretje pismo Spomenke Hribar je problematiziralo domnevno ameriško vpletenost v konflikt. Fajonova je avtorje povabila na prvi sestanek Strateškega sveta za zunanjo politiko.
Septembra 2022 je ministrstvo za zunanje zadeve razposlalo depešo, v kateri je veleposlaništva pozvalo k podpori zbiranja podpisov za predsedniško kandidaturo Nataše Pirc Musar. Fotografijo depeše je veleposlanik v ZDA Tone Kajzer posredoval predsedniku SDS Janezu Janši, ki jo je nato objavil na Twitterju. Vlada je 16. septembra 2022 predlagala Kajzerjevo razrešitev zaradi suma zlorabe zaupnih dokumentov, kar je takratni predsednik republike Borut Pahor kasneje potrdil, čeprav je ocenil, da je odpoklic morda pretiran. Zaradi incidenta je SDS vložila interpelacijo proti Tanji Fajon, ki pa ni bila uspešna (22 glasov za, 52 proti).

24. januarja 2023 je vlada Roberta Goloba izvedla rekonstrukcijo, s katero se je položaj zunanje ministrice preimenoval v ministrico za zunanje in evropske zadeve. Na 26. posvetu slovenske diplomacije je Fajonova napovedala spremembe slovenske zunanje politike, vključno z uvajanjem t. i. feministične zunanje politike, ki vključuje zavzemanje za enakost spolov.
Tanja Fajon je nadaljevala kandidaturo Slovenije za nestalno članico Varnostnega sveta OZN, ki se je začela v prejšnjem mandatu. V ta namen je obiskala številne države in imenovala posebnega odposlanca Franca Buta. Na glasovanju v Generalni skupščini OZN je Slovenija prejela 153 glasov in bila izvoljena za nestalno članico.
Slovenija je 4. junija 2024 priznala Državo Palestino kot neodvisno in suvereno državo, s čimer je postala 147. članica Združenih narodov, ki je to storila. Naslednji dan je Ministrstvo za zunanje in evropske zadeve predalo verbalno noto palestinskemu veleposlaniku na Dunaju, s čimer so bili vzpostavljeni diplomatski odnosi med državama. Ta odločitev je sledila podobnim potezam drugih evropskih držav, kot so Španija, Irska in Norveška, ki so Palestino priznale maja 2024. Slovenska vlada je postopek priznanja začela 9. maja 2024, parlament pa je odločitev potrdil z 52 glasovi za in brez glasu proti, pri čemer je opozicija sejo obstruirala.

## Zasebno življenje
Živi v Ljubljani. V prostem času se aktivno ukvarja s športom, predvsem s tekom, smučanjem, pohodništvom in potapljanjem. Govori več tujih jezikov; poleg slovenščine govori tudi angleščino, nemščino, francoščino in hrvaščino. Njen soprog je nemški novinar Veit-Ulrich Braun. Je tudi članica Društva bolnikov z redkimi krvnimi boleznimi (BKB) ter Slovenskega združenja bolnikov z limfomom in levkemijo.
Njen oče je nekdanji novinar RTV Slovenija Bogdan Fajon, mati Nevenka-Neva Fajon pa je bila montažerka na nacionalni televiziji. Njen brat je glasbenik Sašo Fajon.
Decembra 2010 so v Tirani, glavnem mestu Albanije, v njeno čast odprli kavarno, poimenovano po Tanji Fajon.